# Lưu Vũ Hào
Liu Yuhao (tiếng Trung: 刘宇豪; bính âm: Liú Yǔháo; sinh ngày 14 tháng 5 năm 1994) là một cầu thủ bóng đá người Trung Quốc hiện tại thi đấu cho đội bóng LigaPro Cova da Piedade.

## Sự nghiệp câu lạc bộ
Liu gia nhập đội bóng LigaPro Cova da Piedade vào tháng 2 năm 2017. Mặc dù không thể thi đấu cho đội một vì chấn thương, anh cũng đã gia hạn hợp đồng với câu lạc bộ vào tháng 7 năm 2017. Vào ngày 23 tháng 7 năm 2017, anh ra mắt cho câu lạc bộ ở vòng một của Cúp Liên đoàn bóng đá Bồ Đào Nha 2017–18 khi Cova da Piedade đánh bại Nacional 3–2. Anh ra mắt tại LigaPro vào ngày 6 tháng 8 năm 2017 trong thất bại 2–1 trên sân nhà Santa Clara, vào sân từ vị trí dự bị cho Robson ở phút thứ 77.

## Thống kê sự nghiệp
Tính đến 20 tháng 5 năm 2018.
| Thành tích câu lạc bộ       | Thành tích câu lạc bộ | Thành tích câu lạc bộ           | Giải vô địch | Giải vô địch | Cúp                    | Cúp                    | Cúp Liên đoàn                    | Cúp Liên đoàn                    | Châu lục | Châu lục  | Tổng | Tổng |
| --------------------------- | --------------------- | ------------------------------- | ------------ | ------------ | ---------------------- | ---------------------- | -------------------------------- | -------------------------------- | -------- | --------- | ---- | ---- |
| Câu lạc bộ !\| Giải vô địch | Số trận               | Bàn thắng                       | Số trận      | Bàn thắng    | Số trận                | Bàn thắng              | Số trận                          | Bàn thắng                        | Số trận  | Bàn thắng |      |      |
| Bồ Đào Nha                  | Bồ Đào Nha            | Bồ Đào Nha                      | Giải vô địch | Giải vô địch | Cúp bóng đá Bồ Đào Nha | Cúp bóng đá Bồ Đào Nha | Cúp Liên đoàn bóng đá Bồ Đào Nha | Cúp Liên đoàn bóng đá Bồ Đào Nha | Châu Âu  | Châu Âu   | Tổng | Tổng |
| 2013–14                     | Vila F. Rosário       | Lisbon FA Pró-National Division | 8            | 0            | -                      | -                      | -                                | -                                | -        | -         | 8    | 0    |
| 2014–15                     | Mafra                 | Campeonato de Portugal          | 6            | 0            | 0                      | 0                      | -                                | -                                | -        | -         | 6    | 0    |
| 2015–16                     | Loures                | Campeonato de Portugal          | 4            | 0            | 1                      | 0                      | -                                | -                                | -        | -         | 5    | 0    |
| 2015–16                     | Eléctrico             | Campeonato de Portugal          | 7            | 0            | 0                      | 0                      | -                                | -                                | -        | -         | 7    | 0    |
| 2016–17                     | Tourizense            | Campeonato de Portugal          | 11           | 1            | 1                      | 0                      | -                                | -                                | -        | -         | 12   | 1    |
| 2016–17                     | Cova da Piedade       | LigaPro                         | 0            | 0            | 0                      | 0                      | 0                                | 0                                | -        | -         | 0    | 0    |
| 2017–18                     | Cova da Piedade       | LigaPro                         | 23           | 0            | 1                      | 0                      | 1                                | 0                                | -        | -         | 25   | 0    |
| Tổng                        | Bồ Đào Nha            | Bồ Đào Nha                      | 59           | 1            | 3                      | 0                      | 1                                | 0                                | 0        | 0         | 63   | 1    |
| Tổng cộng sự nghiệp         | Tổng cộng sự nghiệp   | Tổng cộng sự nghiệp             | 59           | 1            | 3                      | 0                      | 1                                | 0                                | 0        | 0         | 63   | 1    |

## Danh hiệu

### Câu lạc bộ
Mafra
- Campeonato de Portugal: 2014–15